# Heaven (Ayumi Hamasaki)
Heaven è un brano musicale della cantante giapponese Ayumi Hamasaki, pubblicato come suo trentasettesimo singolo il 14 settembre 2005. Heaven ha venduto oltre 325 000 copie, diventando il secondo maggior successo commerciale della Hamasaki nel 2005, oltre ad essere il suo ultimo singolo ad aver venduto oltre 300 000 copie fisiche. Heaven è stato utilizzato come tema musicale del film Shinobi Heart Under Blade, mentre il lato B del singolo Will è stato utilizzato come accompagnamento musicale degli spot televisivi della Panasonic.

## Tracce
CD singolo
CD
1. Heaven (Ayumi Hamasaki, Kikuchi Kazuhito)
2. Will (Ayumi Hamasaki, D・A・I)
3. Alterna (orchestra version)
4. Heaven (piano version) – 4:18
5. Heaven (instrumental) – 4:18
6. Will (instrumental) – 4:07

DVD
1. Heaven (PV)
2. Heaven (photo gallery)
3. Heaven (TV-CM)

## Classifiche
| Classifica (2005)           | Posizione più alta |
| --------------------------- | ------------------ |
| Oricon Weekly Singles Chart | 1                  |